# Жунусова, Макпал Мухамедьяровна
Макпал Мухамедьяровна Жунусова (11 января 1964, село Теректи, Карагандинская область, Казахская ССР) — советская и казахская эстрадная певица (лирическое сопрано), Народная артистка Казахстана, профессор. Лауреат Государственной премии Казахстана
Народная артистка Казахстана (1994). Лауреат Государственной премии Казахстана (1999).

## Биография
Макпал Жунусова родилась в селе Теректи в Карагандинской области в семье простого шофёра.
Окончила Казахский государственный университет имени С. М. Кирова, факультет «музыкально-драматическое отделение» (1988).
С 1977 года солистка-вокалистка Республиканского концертного объединения «Гульдер».
С 1981 года — солистка-вокалистка Республиканского концертного объединения «Казахконцерт». Профессор Казахского национального университета имени аль-Фараби и Гос. унив. им. И. Жансугурова.
В 2008 году несла факел Пекинской олимпиады. В 2011 году несла факел VII Зимних Азиатских Игр, которые проходили в Казахстане.
Наибольшая популярность певицы пришлась на 1981—1989 годы.

## Семья
Муж — Нуркадилов Заманбек.
Приёмная дочь — Нуркадилова Мерей. Биологическими родителями являются брат Макпал Жунусовой Талгат Молдабеков и его жена Маржан. В 2022 году Макпал Жунусова шокировала дочь, сделав видео-заявление, в котором рассказала, что обманула народ ради Заманбека Нуркадилова, называя Мерей родной.

## Награды, заслуги
- 1983 — Лауреат международного фестиваля «Жігер»
- 1984 — Лауреат всесоюзного конкурса вокалистов-певцов
- 1984 — Лауреат премия Ленинского Комсомола
- 1989 — Заслуженная артистка Казахской ССР
- 1994 — Народная артистка Республики Казахстан
- 1994 — Почётная грамота Республики Узбекистан (26 мая 1994 года, Узбекистан) — за самоотверженный труд и высокое профессиональное мастерство, проявленные при подготовке и проведении Дней Республики Казахстан в Узбекистане[3]
- 1996 — Профессор КазНУ им. Аль-Фараби
- 1996 — лауреат международный премии им. Ж. Малдыбаева (Кыргызстан)
- 1997 — Гран-при на международном конкурсе «Голос Азии»
- 1997 — Профессор Гос. Унив. им И.Джансугурова
- 1998 — Личный приз президента РК
- 1999 — Государственная премия Республики Казахстан
- 2001 — Премия «Тарлан»
- 2001 — Первый фильм про её жизнь «Поет Макпал Жунусова»
- 2002 — В её честь был открыт дом культуры «Макпал» в Павлодарской обл.
- 2001 — «Человек года» в номинации «Звезда эстрады»
- 2002 — Почётный гражданин Карагандинской области
- 2003 — Премия «Тарлан»
- 2004 — Фильм про Макпал Жунусову «Ты моя мелодия». Снимал «Казахфильм»
- 2006 — Почётный гражданин района Урумчи (Монголия)
- 2006 — Орден «Парасат»
- 2007 — Медаль «Астана»
- 2007 — «Казахстанская женщина» в номинациях артисты эстрады
- 2009 — Премия «Алтын Адам»
- 2011 — Медаль «20 лет независимости Республики Казахстан»
- 2014 — Статуэтка «Золотой микрофон»
- 2014 — Звания «Леди Сцены»
- 2015 — Открыта личная звезда на аллее известных звезд в Карагандинской области
- 2016 — Медаль «Ел Ардақтысы»
- 2016 — Премия «ЕМА-2016» за вклад в развитие музыкальной индустрии Казахстана
- 2017 — Почётный гражданин г. Астаны
- 2018 — Почётный профессор университета культуры им. «Т.Жургенова»
- 2019 — Почётный гражданин г. Алматы
- 2020–Орден "Курмет"